# Cerocida
Cerocida är ett släkte av spindlar. Cerocida ingår i familjen klotspindlar.
Kladogram enligt Catalogue of Life:
| Cerocida | \| \| Cerocida ducke \| \| \| \| \| \| Cerocida strigosa \| \| \| \| |
|          | \| \| Cerocida ducke \| \| \| \| \| \| Cerocida strigosa \| \| \| \| |
|          | Cerocida ducke                                                       |
|          |                                                                      |
|          | Cerocida strigosa                                                    |
|          |                                                                      |